# Čumikan
Čumikan (in russo Чумикан?) è un villaggio della Russia, situato nel Territorio di Chabarovsk. È il centro amministrativo del distretto Tuguro-Čumikanskij.
La località è un porto affacciato sul mare di Ochotsk nel golfo della Uda, a sud-est della foce della Uda. Si trova 480 km a nord-ovest dalla stazione ferroviaria di Komsomol'sk-na-Amure.